# Morrano
Morrano ist ein Ort der spanischen Gemeinde Bierge in der Provinz Huesca der Autonomen Gemeinschaft Aragonien. Morrano, einst eine selbständige Gemeinde, wurde 1972 zu Bierge eingemeindet.

## Geographie
Morrano befindet sich etwa 40 Kilometer nordöstlich von Huesca und 11 Kilometer nordwestlich des Hauptortes der Gemeinde. Morrano ist über die Straße A-1227 zu erreichen.

## Geschichte
Der Ort wurde im Jahr 1093 erstmals urkundlich erwähnt.

## Bevölkerungsentwicklung seit 1900
| 1900 | 1910 | 1930 | 1940 | 1950 | 1960 | 1970 | 1981 | 2009 |
| ---- | ---- | ---- | ---- | ---- | ---- | ---- | ---- | ---- |
| 319  | 318  | 278  | 252  | 228  | 179  | 144  | 96   | 46   |

## Sehenswürdigkeiten

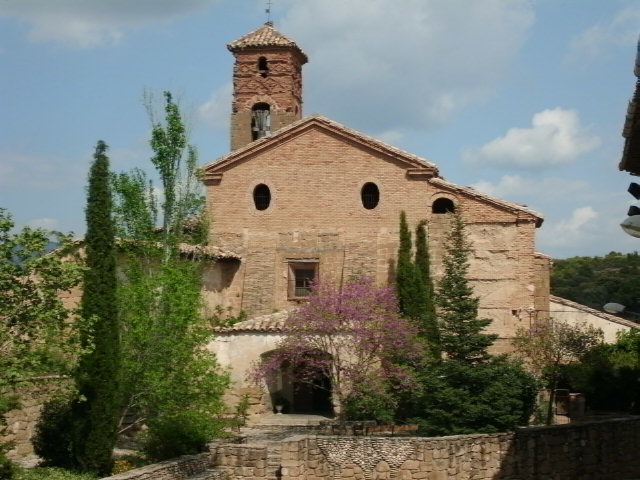
Kirche San Pedro

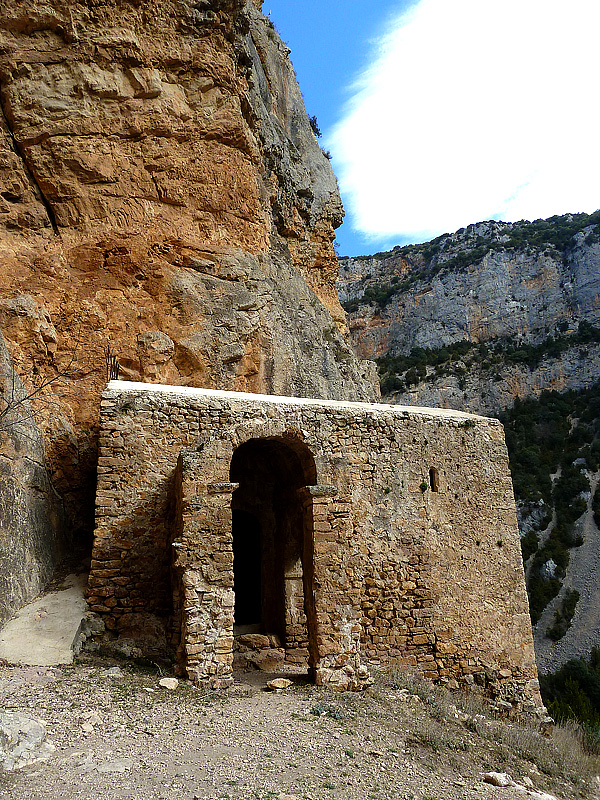
Felsenkirche Ermita San Martin

- Pfarrkirche San Pedro, romanischer Bau, der im 17./18. Jahrhundert verändert wurde
- Wegekreuz auf der Plaza Mayor
- Casa consistorial (ehemaliges Rathaus), erbaut 1733
- Felsenkirche Ermita de San Martín
- Ermita de San Bartolomé, erbaut im 17. Jahrhundert
- Ermita de San Cristóbal